# Dragiša Binić
Dragiša Binić (født 20. oktober 1961) er en tidligere serbisk fodboldspiller.

## Serbiens fodboldlandshold
| Serbiens landshold | Serbiens landshold | Serbiens landshold |
| År                 | Kmp                | Mål                |
| ------------------ | ------------------ | ------------------ |
| 1990               | 1                  | 0                  |
| 1991               | 2                  | 1                  |
| Total              | 3                  | 1                  |